# 西鉄指令
西鉄指令（にしてつしれい）とは、西日本鉄道が管理する運転指令所。コールサインは西鉄指令。

## 列車無線
VHF(150MHz帯)の半複信方式を採用している。主な中継所は九千部山。担当路線全域をカバーしているが、沿線や場所によっては遠方まで電波が届いている。

## 担当路線
- 西鉄甘木線
- 西鉄太宰府線
- 西鉄天神大牟田線

西鉄貝塚線の運転指令所は別の所在地にあり本項の西鉄指令と関連性は無い。